# القسطل (عفرين)
القسطل  قرية سوريّة تتبع إداريّاً لمحافظة حلب منطقة عفرين ناحية شران، بلغ تعداد سكانها 202 نسمة حسب التعداد السكاني لعام 2004.